# Sudbury (Suffolk)
Sudbury – małe miasteczko w hrabstwie Suffolk we wschodniej Anglii, leżące nad rzeką Stour, 15 mil od miasta Colchester i 60 mil od Londynu. W 2001 roku miasto liczyło 20 118 mieszkańców. W 2011 civil parish liczyła 13063 mieszkańców.
Pierwsze wzmianki o mieście sięgają roku 799 n.e.
Miasto posiada własny klub piłkarski i lokalną drużynę rugby.